# Deutscher Berufsverband der Hals-Nasen-Ohrenärzte
Der Deutsche Berufsverband der Hals-Nasen-Ohrenärzte e.V. wurde im Juli 1951 in Köln gegründet und vertritt die sozial- und berufspolitischen Interessen der HNO-Ärzte in Deutschland gegenüber der Politik, den ärztlichen Körperschaften und anderen Vereinigungen und Verbänden. Ordentliches Mitglied kann jeder in Deutschland ansässige HNO-Arzt werden. Im Ausland ansässige HNO-Ärzte können außerordentliches Mitglied werden. Der Verband arbeitet eng mit der wissenschaftlichen Fachgesellschaft des Faches, der Deutschen Gesellschaft für HNO-Heilkunde zusammen. Die dem Verband angegliederte Deutsche Fortbildungsgesellschaft der Hals-Nasen-Ohrenärzte mbH, ebenfalls mit Sitz in Neumünster, organisiert jährlich eine eigene Fortbildungsveranstaltung in Mannheim.
Zurzeit sind ca. 90 % aller niedergelassenen HNO-Ärzte Mitglied im Verband. Dazu kommen zahlreiche HNO-Ärzte, die in Kliniken tätig sind.

## Struktur
Regional ist der Verband in unselbständige Landesgruppen und rechtlich selbstständige Landesverbände, sowie Bezirksgruppen gegliedert.
Der Sitz der Bundesgeschäftsstelle des Verbandes ist Neumünster. Der Bundesverband ist beim Amtsgericht Karlsruhe im Vereinsregister unter dem Namen „Deutscher Berufsverband der Hals-Nasen-Ohrenärzte“ unter der Registernummer VR 489 eingetragen.
Organe des Verbandes sind die Mitgliederversammlung, der Bundesvorstand und das Präsidium – letzteres besteht aus dem Präsidenten und zwei Vizepräsidenten. Der Bundesvorstand besteht aus den Vorsitzenden der Landesverbände und -gruppen, sowie dem Schatzmeister. Die Deutsche Gesellschaft für Hals-Nasen-Ohren-Heilkunde, Kopf- und Hals-Chirurgie, und die Vereinigung der HNO-Chefärzte entsenden jeweils ein Mitglied mit Stimmrecht in den Bundesvorstand. Die Mitglieder des Präsidiums werden vom Bundesvorstand aus den Reihen der Landesvorsitzenden für eine Dauer von vier Jahren gewählt.
Der BVHNO ist zudem Mitglied im Spitzenverband Fachärzte Deutschlands e.V. (SpiFa) und stellt dort seit 2015 den Vorstandsvorsitzenden. Derzeit ist der Facharzt für HNO-Heilkunde Dirk Heinrich Vorstandsvorsitzender der SpiFa.